# Museo dell'Illuminismo Denis Diderot

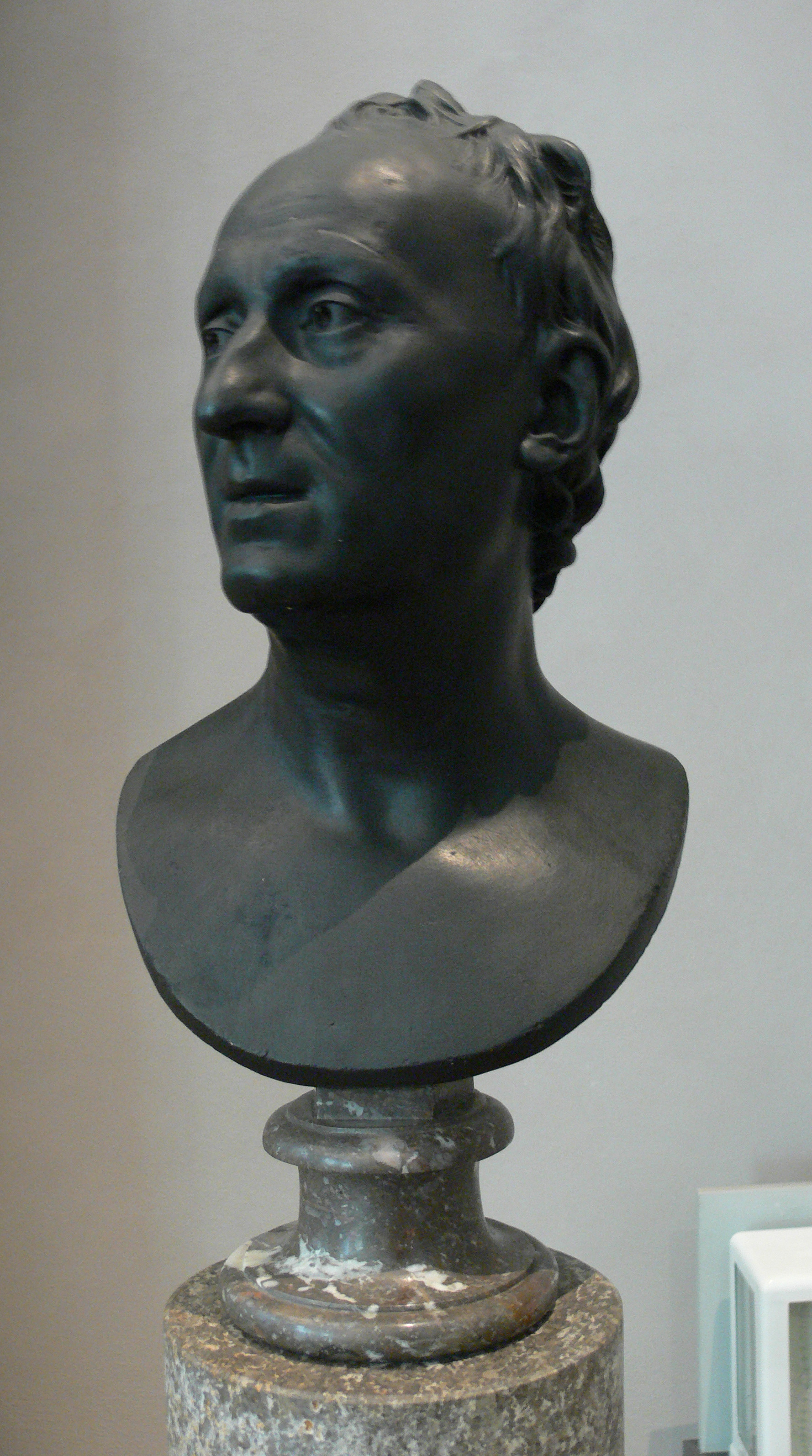
Busto in gesso di Denis Diderot

La Maison des Lumières Denis Diderot (MLDD) è un museo dedicato a Denis Diderot, filosofo, scrittore e critico d'arte francese, nonché alla sua Encyclopédie (o Dictionnaire raisonné des sciences, des arts et des métiers). È ospitato nell'Hôtel du Breuil di Saint Germain, situato a Langres (regione francese Champagne-Ardenne), costruito nel XVI secolo e ricostruito nel XVIII secolo.
Il museo è stato progettato da Atelier à Kiko e il giardino dall'architetto paesaggista Louis Benech.
La casa è organizzata in 10 stanze tematiche, tra cui una cronologia dell'Illuminismo, Denis Diderot a Langres e la sua tarda vita a Parigi, il viaggio di Diderot in Russia, Diderot e la critica d'arte, la critica teatrale, Diderot e la musica, l'Encyclopédie.

## Informazioni generali
Il museo è aperto tutto l'anno, dal martedì alla domenica. Le spiegazioni delle mostre non sono multilingue, ma è disponibile un'audioguida,Diderot et sa ville, in olandese, inglese, francese o tedesco (2013).